# Ved Damgården
Ved Damgården (dansk) eller Am Dammhof (tysk) er et lille stræde i det centrale Flensborg. Strædet er en af de ældste gader i byen. Den er beliggende i Sankt-Hans-kvarteret nordøst for Sankt Hans Kirken.
Navnet Damgård henviser til en lille dam omkring en større gård eller borg, som fandtes her i middelalderen. Den lå omtrent mellem Sønderfiskergade (i vest), Plankemaj (i nord) og Sankt Hans Gade (i øst). Damgården omtaltes i 1436 også som Peperborg. Borgen blev formodentlig oprettet af ridderen Fleno fra Læk, som blev anset som byens grundlægger. Af borgen er der ingen rester tilbage. 
Damgården fungerede måske som toldsted, hvor Flensborg by opkrævede bompenge fra de bønder og handlende fra Angel, som via Angelbogade kom ind i byen for at gøre forretninger. Toldstedet lå tæt ved byens Lille Mølledam og Møllebækkens munding i Flensborg Fjord og dermed ved grænsen mellem Husby- og Visherred.